# 宋繪
宋繪，南北朝北齐史學家，敦煌效谷人。
宋繪是宋显从祖弟，年轻时勤学，博览群书，好写作，北魏时，张缅《晋书》没有进入国家典藏，宋绘按照裴松之注《三国志》之体，注王隐《晋书》及《中兴书》。又撰写了《中朝多士传》十卷，《姓系谱录》五十篇。因为诸家年历不同，多有纰露缪误，于是他刊正异同，撰写《年谱录》，没有完成，河清五年遭到水灾漂流丢失。宋绘虽博闻强记，但天性恍惚，思路不清晰，晚年又患风疾，言语迟缓。丢失所撰之书，就拍着胸脯恸哭道：“这是上天要我的命啊。”天统年间去世。